# Ariidae
Christusvissen of zeemeervallen (Ariidae) vormen een familie van vissen uit de orde van de Meervalachtigen (Siluriformes).
Vissen uit deze familie leven voornamelijk in zee, maar er zijn ook veel soorten bekend die in brak of zoet water leven. Ze worden over de gehele wereld aangetroffen in tropische tot de warmere gematigde zones.
Ze komen aan hun naam vanwege hun skelet dat, met wat verbeelding, lijkt op een kruisigingsscène.
De enige continenten waar vissen uit deze familie niet voorkomt zijn Europa en Antarctica.

## Ecologie
Naast het feit dat vele soorten uit deze familie in zout water leven, in tegenstelling tot de andere meervalachtigen, broeden mannetjesvissen uit deze familie de eieren uit in hun bek gedurende twee maanden.

## Taxonomie
De taxonomie van deze familie is nog niet duidelijk. Twee van de geslachten, Gogo en Ancharius, worden soms in een aparte familie geplaatst (Anchariidae).
Volgens sommige bronnen, wordt het geslacht Doiichthys ook als zelfstandige familie beschouwd, Doiichthyidae.
Deze familie werd vroeger ingedeeld in de superfamilie Doradoidea, maar werd later verplaatst naar Bagroidea, samen met de families Austroglanididae, Claroteidae, Schilbeidae, Pangasiidae, Bagridae en Pimelodidae.
Soms ook werd deze geclassificeerd in de superfamilie Arioidea, waarin de familie Ariidae en Anchariidae waren ingedeeld.
De volgende onderverdeling in geslachten is volgens ITIS, maar kan sterk verschillen met die van andere instituten:

## Lijst van geslachten volgens ITIS
Ariidae Bleeker, 1862
- Amissidens Kailola, 2004
- Ariopsis Gill, 1861
- Arius Valenciennes in Cuvier and Valenciennes, 1840
- Aspistor Jordan and Evermann, 1898
- Bagre Cloquet, 1816
- Batrachocephalus Bleeker, 1846
- Brustiarius Herre, 1935
- Cathorops Jordan and Gilbert, 1883
- Cephalocassis Bleeker, 1857
- Cinetodus Ogilby, 1898
- Cochlefelis Whitley, 1941
- Cryptarius Kailola, 2004
- Galeichthys Valenciennes in Cuvier and Valenciennes, 1840
- Genidens Castelnau, 1855
- Hemiarius Bleeker, 1862
- Hexanematichthys Bleeker, 1858
- Ketengus Bleeker, 1847
- Nedystoma Ogilby, 1898
- Nemapteryx Ogilby, 1908
- Netuma Bleeker, 1858
- Osteogeneiosus Bleeker, 1846
- Plicofollis Kailola, 2004
- Potamarius Hubbs and Miller, 1960
- Sciades Müller and Troschel, 1849

## Lijst van geslachten en soorten volgensFishBase
Ariidae Bleeker, 1862
- Amissidens Kailola, 2004
- Amphiarius Marceniuk & Menezes, 2007
- Ariopsis Gill, 1861
- Arius Valenciennes in Cuvier & Valenciennes, 1840
- Aspistor Jordan & Evermann, 1898
- Bagre Cloquet, 1816
- Batrachocephalus Bleeker, 1846
- Brustiarius Herre, 1935
- Cathorops Jordan & Gilbert, 1883
- Cephalocassis Bleeker, 1857
- Cinetodus Ogilby, 1898
- Cochlefelis Whitley, 1941
- Cryptarius Kailola, 2004
- Galeichthys Valenciennes in Cuvier & Valenciennes, 1840
- Genidens Castelnau, 1855
- Hemiarius Bleeker, 1862
- Hexanematichthys Bleeker, 1858
- Ketengus Bleeker, 1847
- Nedystoma Ogilby, 1898
- Nemapteryx Ogilby, 1908
- Neoarius Castelnau, 1878
- Netuma Bleeker, 1858
- Notarius Gill, 1863
- Osteogeneiosus Bleeker, 1846
- Plicofollis Kailola, 2004
- Potamarius Hubbs & Miller, 1960
- Sciades Müller & Troschel, 1849